# Orconectes forceps
Orconectes forceps är en kräftdjursart som först beskrevs av Faxon 1884.  Orconectes forceps ingår i släktet Orconectes och familjen Cambaridae. IUCN kategoriserar arten globalt som livskraftig. Inga underarter finns listade i Catalogue of Life.